# Rajd 1000 Miglia 2003
Rajd 1000 Miglia 2003 (27. Rally 1000 Miglia) – 27 edycja rajdu samochodowego Rajd 1000 Miglia rozgrywanego we Włoszech. Rozgrywany był od 3 do 5 kwietnia 2003 roku. Była to siódma runda Rajdowych Mistrzostw Europy w roku 2003 (rajd miał najwyższy współczynnik - 20) oraz trzecia runda Rajdowych Mistrzostw Włoch.

## Klasyfikacja rajdu
| Miejsce                       | Kierowca                     | Pilot                        | Samochód                     | Czas                         | Strata                       |                              |
| Klasyfikacja generalna i ERC  | Klasyfikacja generalna i ERC | Klasyfikacja generalna i ERC | Klasyfikacja generalna i ERC | Klasyfikacja generalna i ERC | Klasyfikacja generalna i ERC | Klasyfikacja generalna i ERC |
| ----------------------------- | ---------------------------- | ---------------------------- | ---------------------------- | ---------------------------- | ---------------------------- | ---------------------------- |
| 1.                            | Miguel Campos                | Carlos Magalhães             | Peugeot 206 WRC              | 3:35:49.7                    | 0.0                          |                              |
| 2.                            | Luca Pedersoli               | Daniele Vernuccio            | Peugeot 306 Maxi             | 3:36:12.1                    | +22.4                        |                              |
| 3.                            | Giandomenico Basso           | Flavio Guglielmini           | Fiat Punto S1600             | 3:38:20.8                    | +2:31.1                      |                              |
| 4.                            | Piero Longhi                 | Lucio Baggio                 | Subaru Impreza STi N8        | 3:38:24.4                    | +2:34.7                      |                              |
| 5.                            | Gianfranco Cunico            | Luigi Pirollo                | Mitsubishi Lancer Evo VII    | 3:39:14.0                    | +3:24.3                      |                              |
| 6.                            | Renato Travaglia             | Flavio Zanella               | Peugeot 206 S1600            | 3:39:14.8                    | +3:25.1                      |                              |
| 7.                            | Andrea Aghini                | Loris Roggia                 | Peugeot 206 S1600            | 3:39:28.1                    | +3:38.4                      |                              |
| 8.                            | Paolo Andreucci              | Anna Andreussi               | Fiat Punto S1600             | 3:40:46.8                    | +4:57.1                      |                              |
| 9.                            | Gianluigi Galli              | Guido D’Amore                | Citroën C2 S1600             | 3:41:36.9                    | +5:47.2                      |                              |
| 10.                           | Luca Cantamessa              | Piercarlo Capolongo          | Renault Clio S1600           | 3:43:12.3                    | +7:22.6                      |                              |
| Klasyfikacja mistrzostw Włoch |                              |                              |                              |                              |                              |                              |
| 1.                            | Giandomenico Basso           | Flavio Guglielmini           | Fiat Punto S1600             | 3:38:20.8                    | 0.00                         |                              |
| 2.                            | Piero Longhi                 | Lucio Baggio                 | Subaru Impreza STi N8        | 3:38:24.4                    | +3.6                         |                              |
| 3.                            | Gianfranco Cunico            | Luigi Pirollo                | Mitsubishi Lancer Evo VII    | 3:38:20.8                    | +53.2                        |                              |
| 4.                            | Renato Travaglia             | Flavio Zanella               | Peugeot 206 S1600            | 3:39:14.8                    | +54.0                        |                              |
| 5.                            | Andrea Aghini                | Loris Roggia                 | Peugeot 206 S1600            | 3:39:28.1                    | +1:07.3                      |                              |
| 6.                            | Paolo Andreucci              | Anna Andreussi               | Fiat Punto S1600             | 3:40:46.8                    | +2:26.0                      |                              |
| 7.                            | Gianluigi Galli              | Guido D’Amore                | Citroën C2 S1600             | 3:41:36.9                    | +3:16.1                      |                              |
| 8.                            | Luca Cantamessa              | Piercarlo Capolongo          | Renault Clio S1600           | 3:43:12.3                    | +4:51.5                      |                              |